# Montreal, Wisconsin
Montreal är en ort i Iron County i delstaten Wisconsin, USA.